# Galeodes arabs
Galeodes arabs är en spindeldjursart som beskrevs av Carl Ludwig Koch 1842. Galeodes arabs ingår i släktet Galeodes och familjen Galeodidae.

## Underarter
Arten delas in i följande underarter:
- G. a. arabs
- G. a. syriacus